# 宿場

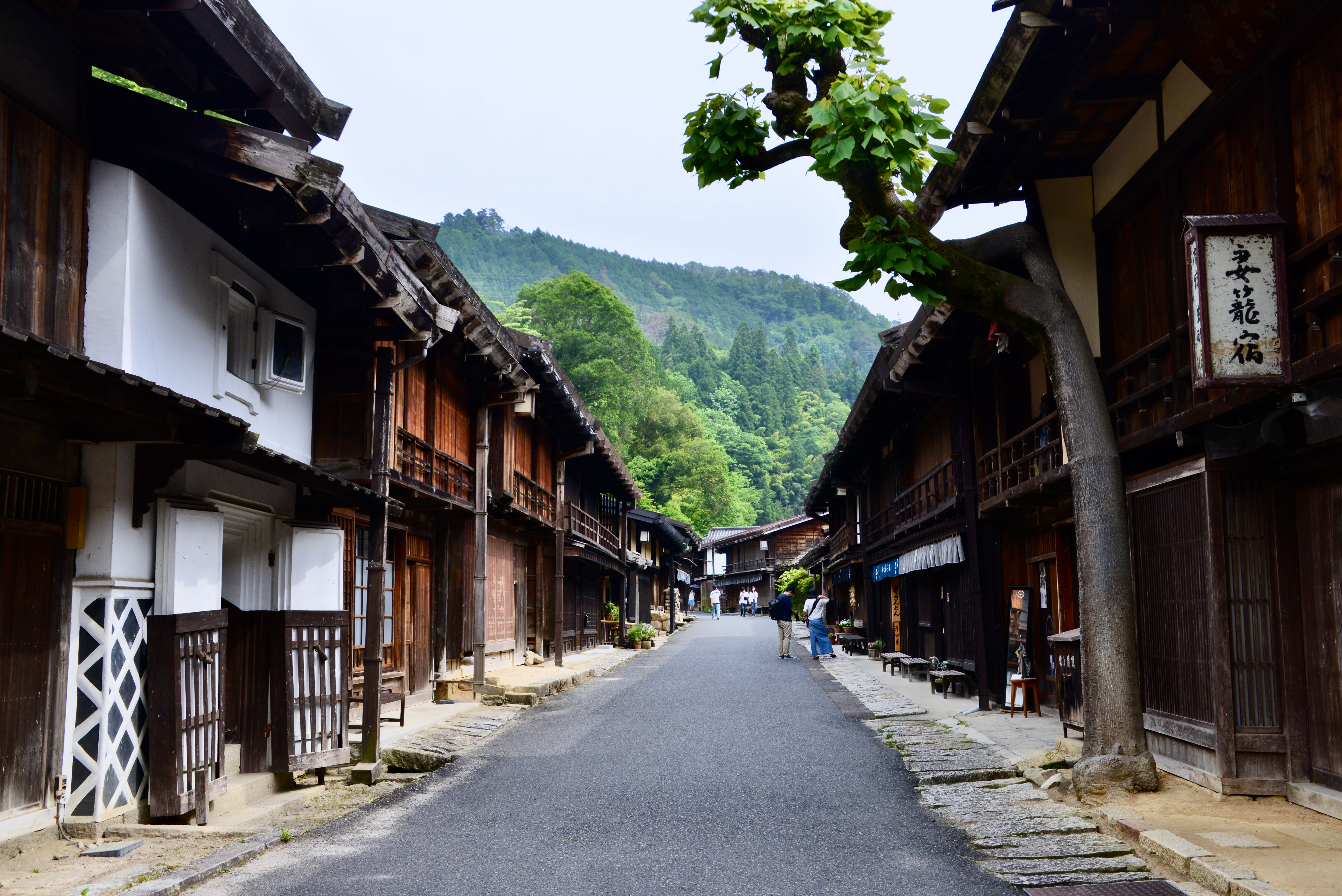
中山道妻籠宿

宿場（しゅくば）とは、主に江戸時代、五街道や脇往還において駅逓事務を取り扱うため設定された町場をいう。宿駅ともいい、古代、奈良時代・平安時代から駅馬・伝馬の制度によって整備されていった。
また、旅籠の集合体である宿場を中心に形成された町を宿場町（しゅくばまち）と呼ぶ。東海道五十三次の宿場町や、中山道六十九次の宿場町など。

## 前史
中国では律令制の施行に伴い、国内に官道を張り巡らせて各地の連絡を図った。これら官道の往来はもっぱら馬によるものであり、このために途中で馬に対する給餌や馬の乗り換えが必要となった。また、急を要する手紙などを運ぶ場合、早馬によるリレー形式で繋いでいく方が効率的であり、それを行うには中継ぎの場が必須であった。また旅行者にとっても宿泊所や休息所がなければならない。これらの役割を果たすために駅伝制が導入され、駅が全国に設けられた。

## 日本における宿場の歴史

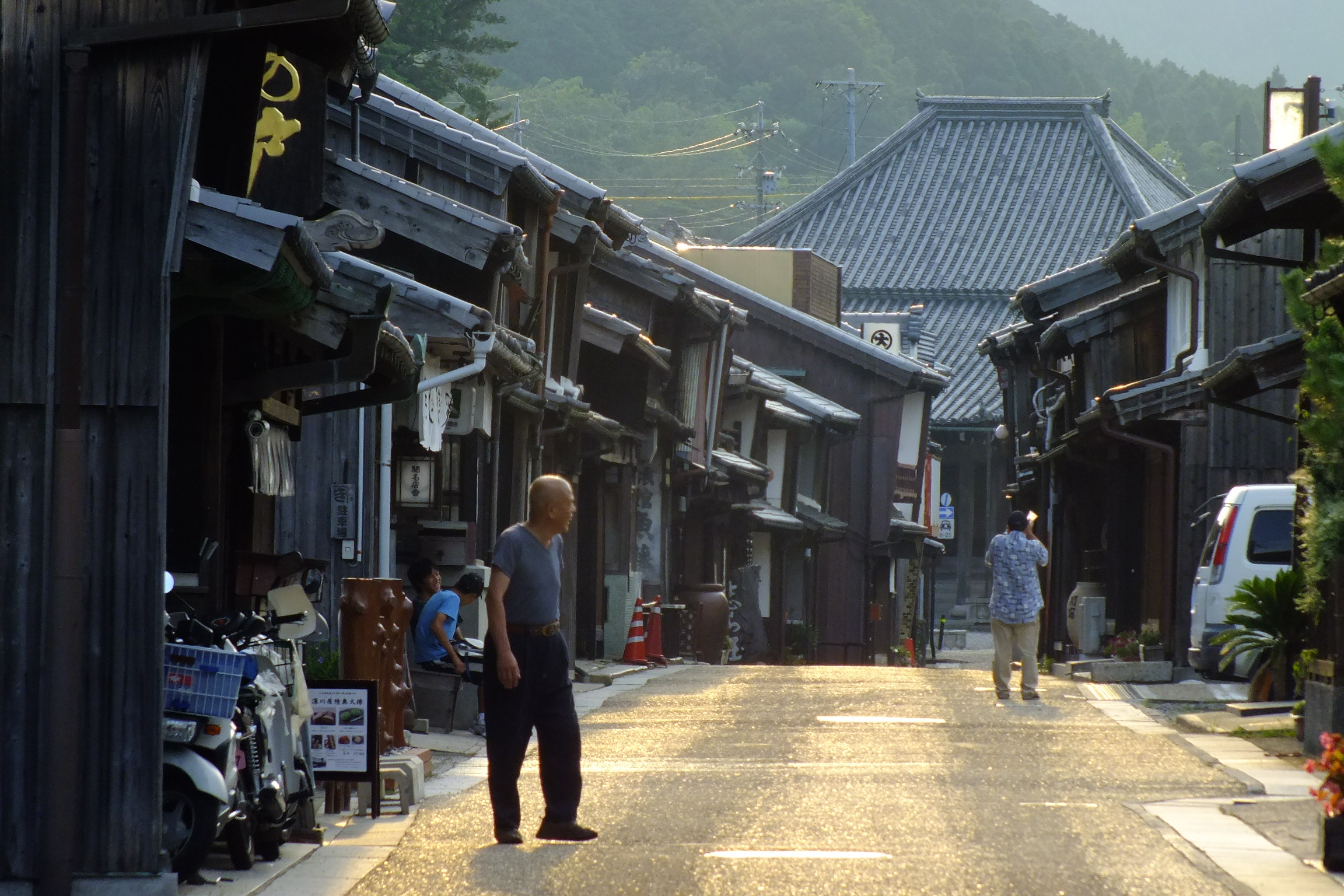
いち早く整備された東海道（関宿）。江戸時代の五街道の一つ。

日本でもこれに倣って古代律令制の成立と共に駅伝制が導入され、各国の連絡のために東海道・山陽道などの官道を整備し、駅（駅家）を各所に設けた。中国同様、駅は官道を騎乗で往来する人々に便宜を図ると共に、駅備え付けの駅馬によって早馬を走らせて手紙や荷物を運ぶ役割を果たした。大化の改新の際の詔や大宝律令で重要事項として駅や駅に置く馬などの規定に触れており、実際に平安時代の法令集である『延喜式』では、各駅に配置する馬の頭数が事細かに記されている。また陸上に限らず、渡し場である「水駅」も存在した。
これら駅伝制による「駅」の制度は平安時代末期の律令制の弛緩に伴い衰退し、「駅」という言葉自体も「宿」「宿場」などに取って代わられた。しかし、制度思想そのものは後々まで引き継がれ、江戸時代に整備された五街道制度にも生かされている。
なお、リレー形式の長距離走を「駅伝」と呼ぶのは、駅（中継所）から駅までを伝えるという駅伝制にちなんでのことである。

### 近世の宿場
近世の宿場の整備は、徳川家康によって関ヶ原の合戦後に始められ、まず東海道、続いて中山道と順次進められていった。東海道では、慶長6年（1601年）に品川から大津までを53駅と定め、ここに東海道五十三次が始まった。しかし、全部が一度に設置されたわけではなく、順次整備されて最後に庄野宿が出来たのは、寛文元年（1624年）であった。
宿場では公用人馬継ぎ立てのため定められた人馬を常備し、不足のときには助郷を徴するようになった。また、公武の宿泊、休憩のため、問屋場、本陣、脇本陣などが置かれた。これらの公用のための労役、業務については利益を上げるのは難しかったが、幕府は、地子免許、各種給米の支給、拝借金貸与など種々の特典を与えることで、宿場の保護育成に努めた。ほかにも、一般旅行者を対象とする、旅籠、木賃宿、茶屋、商店などが建ち並び、その宿泊・通行・荷物輸送などで利益を上げた。また、高札場も設けられていた。
伝令・輸送については、宿ごとに置かれた飛脚が宿から隣の宿までを走り（時には早馬を使うこともあった）、そこで次の飛脚にバトンタッチすることで、当時としては驚異のスピードで伝書などを渡すことが行われた。

### 明治時代以降
明治以降、鉄道開通などによって交通事情が変わってくると通行する人も少なくなり、衰微していった。周辺に鉄道駅が設置された場合は近代的な都市に発展したところもある。

## 宿場の諸施設

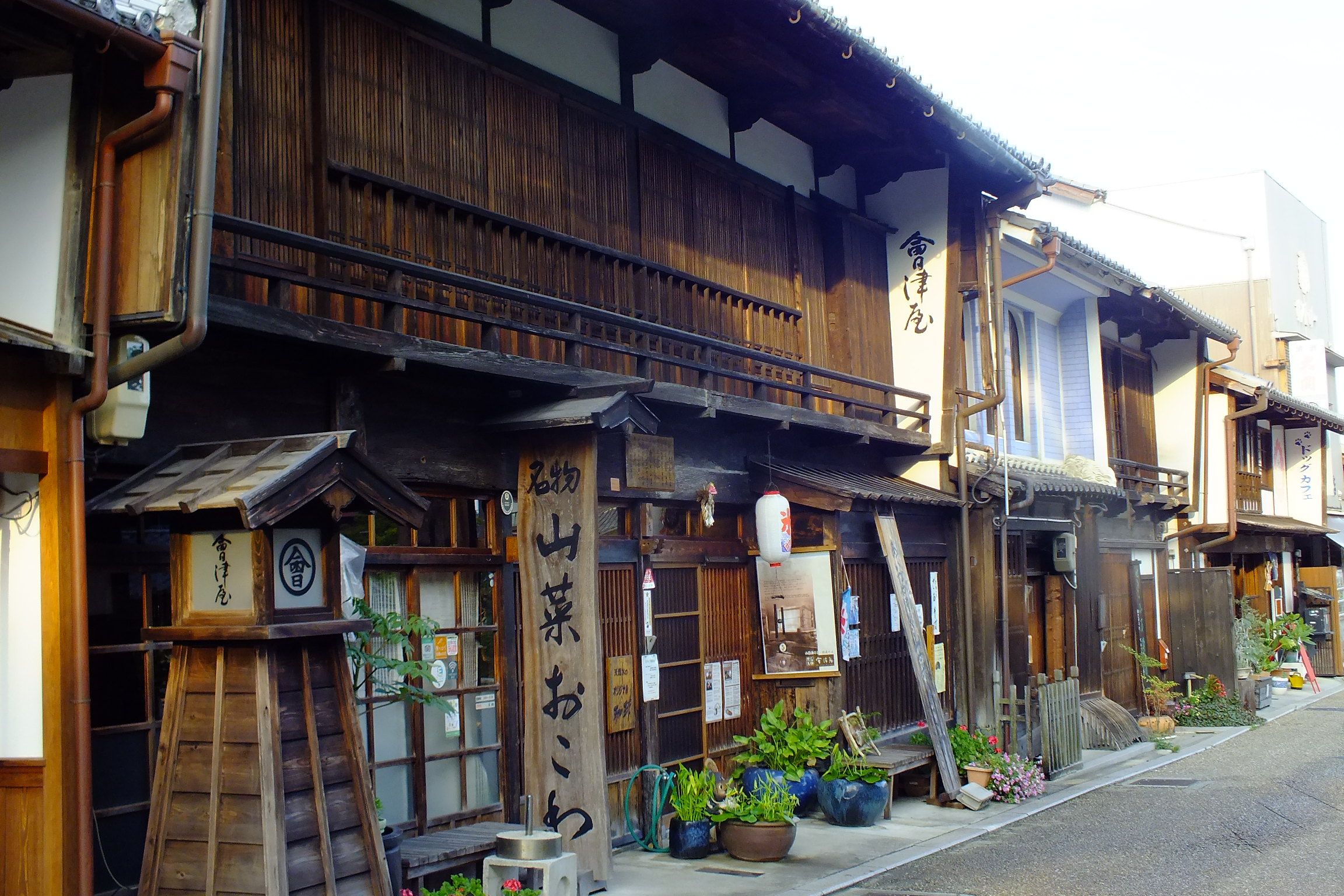
東海道五十三次関宿を代表する旅籠の一つであった会津屋

- 問屋場 - 人馬の継立、助郷賦課等の業務を行った。
- 本陣 - 武士や公家が宿泊・休憩をした。商業的な宿泊施設ではなく、その地の有力旧家の邸宅が本陣として指定されることが多かった。
- 脇本陣 - 本陣に次ぐ武士や公家の宿泊施設であるが、空いている時は一般旅行者も泊めた。
- 旅籠 - 一般旅行者用の食事付き宿泊施設。
- 木賃宿 - 一般旅行者用の自炊宿泊施設。
- 茶屋 - 旅人向けの休憩場で、一膳飯、茶、酒などを売っている店。
- 商店 - 旅人向けに商いをする店。
- 高札場 - 幕府からの禁制や通達事項などを標した高札を掲げた場所。
- 枡形（ますがた） - 宿場の両端の街道をクランク状に曲げた場所。もともとは有事の際に敵を迎え撃つための設備である。
- 木戸 - 宿場の端（見付付近）に設けられ、木戸と木戸の間（見附と見附の間）が宿場町とされた。木戸の他に常夜灯が設置されている場合もあった。また殆どの場合、夜間は防犯等の目的で閉鎖されていた。

## 著名な宿場
- 国選定重要伝統的建造物群保存地区
  - 旧会津西街道 大内宿（福島県南会津郡下郷町）
  - 旧北国街道 海野宿（長野県東御市）
  - 旧中山道 奈良井宿（長野県塩尻市）
  - 旧中山道 妻籠宿（長野県木曽郡南木曽町）
  - 旧東海道 関宿（三重県亀山市）
  - 旧若狭街道 熊川宿（福井県三方上中郡若狭町）
  - 旧紀州・伊勢街道 五條新町（奈良県五條市）
- 美しい日本の歴史的風土100選
  - 米沢街道 関川宿（新潟県岩船郡関川村）
  - 中山道 加納宿と岐阜城下町（岐阜市）
  - 旧中山道木曽路 馬籠宿（岐阜県中津川市馬籠）
  - 伊那街道の宿場町 足助町（愛知県豊田市）
  - 旧東海道 有松（名古屋市緑区）
  - 筑後街道（豊後街道）筑後吉井（福岡県うきは市）
  - 豊前街道 山鹿（熊本県山鹿市）

### その他の歴史的に重要な宿場町（地域別）

#### 東北地方
- 郡山宿（福島県郡山市）、福島宿（同福島市）
- 羽州街道 楢下宿（山形県上山市）

#### 関東地方
- 日光例幣使街道 栃木宿（栃木県栃木市）
- 三国街道 須川宿（群馬県利根郡みなかみ町）
- 三国街道と清水街道が分岐 六日町宿（新潟県南魚沼市六日町）
- 上州姫街道 砥沢宿（群馬県甘楽郡南牧村）
- 旧川越街道（区間により新旧川越街道が重複、分岐を繰り返す）板橋宿（東京都板橋区）、白子宿（埼玉県和光市）、膝折宿（同朝霞市）、大和田宿（同新座市）
- 矢倉沢往還 厚木宿（神奈川県厚木市）

#### 中部地方
- 駿州往還 赤沢宿（山梨県南巨摩郡早川町）
- 甲州街道 上諏訪宿（長野県諏訪市）
- 旧中山道 下諏訪宿（長野県諏訪郡下諏訪町）、落合宿（岐阜県中津川市落合）、中津川宿（岐阜県中津川市）
- 千国街道 成相新田宿（長野県安曇野市）、穂高宿（同）
- 北国西街道 郷原宿（長野県塩尻市）
- 北国街道 長浜 木之本（滋賀県長浜市）
- 柏原宿（滋賀県米原市）

#### 近畿地方
- 東海道 土山宿（滋賀県甲賀市）
- 旧東海道 石部宿場の里（石部宿の復元）（滋賀県湖南市）
- 旧室津街道 室津（海の宿駅）（兵庫県たつの市）
- 天川洞川（奈良県吉野郡天川村）
- 伊勢本街道と初瀬街道が分岐 榛原（奈良県宇陀市）
- 篠山街道 福住（兵庫県丹波篠山市）

#### 中国地方
- 旧山陽道 矢掛（岡山県小田郡矢掛町）
- 旧因幡街道 平福宿（兵庫県佐用郡佐用町）、大原宿（岡山県美作市）、智頭宿（鳥取県八頭郡智頭町）
- 旧若桜街道 若桜宿（鳥取県八頭郡若桜町）
- 石州街道 上下（広島県府中市）

#### 四国地方
- 明神 讃岐と阿波を結ぶ街道筋（香川県仲多度郡まんのう町）
- 丸亀（香川県丸亀市八番丁・九番丁・風袋町）
- 阿波池田（徳島県三好市）
- 土佐街道 久万（愛媛県上浮穴郡久万高原町）
- 宇和町卯之町（愛媛県西予市）
- 奈半利（高知県安芸郡奈半利町）

#### 九州地方
- 長崎街道 木屋瀬宿（北九州市八幡西区）
- 肥前浜宿（佐賀県鹿島市）
- 長崎街道 塩田宿（佐賀県嬉野市）

## ギャラリー

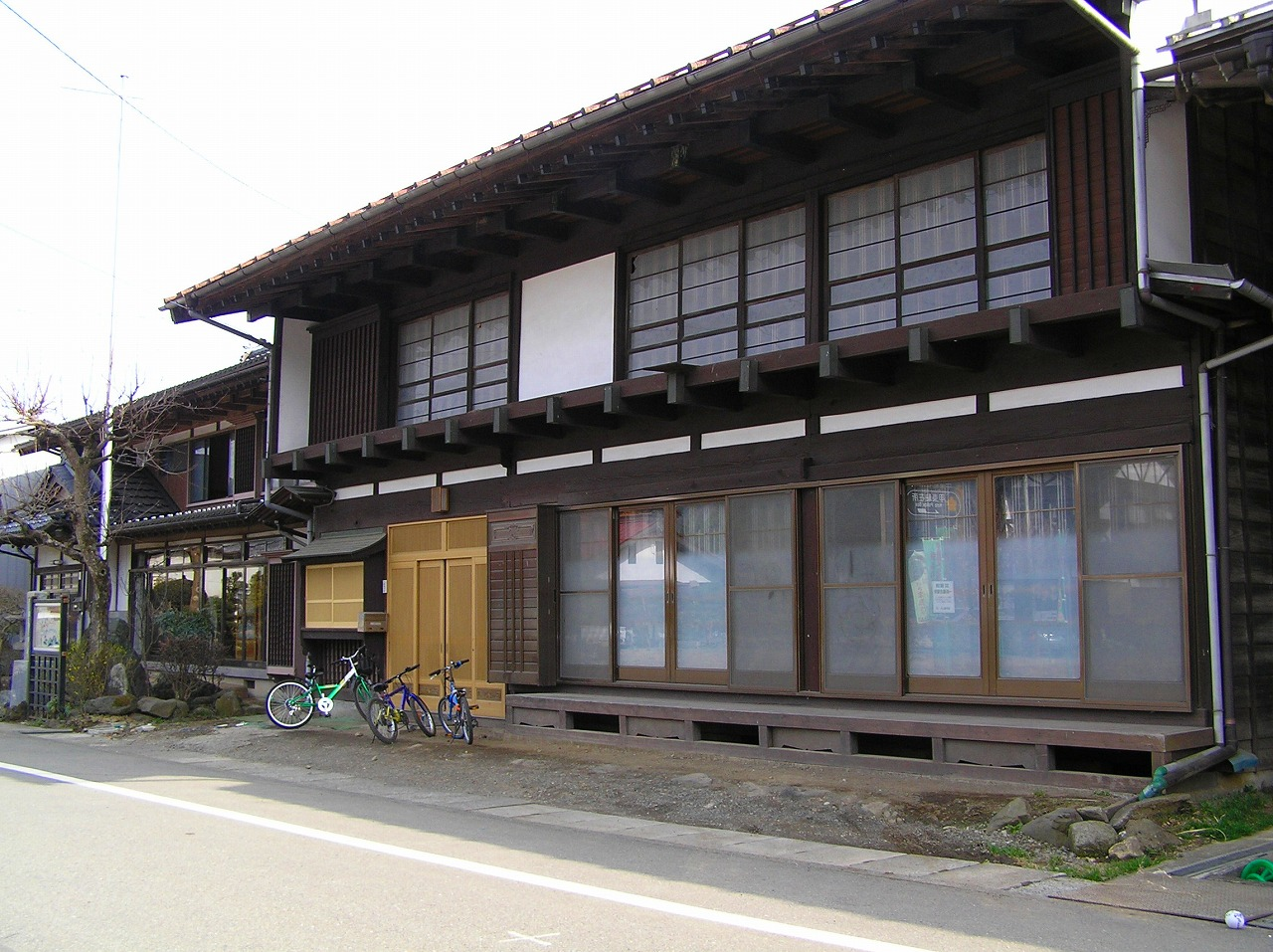
野田尻宿
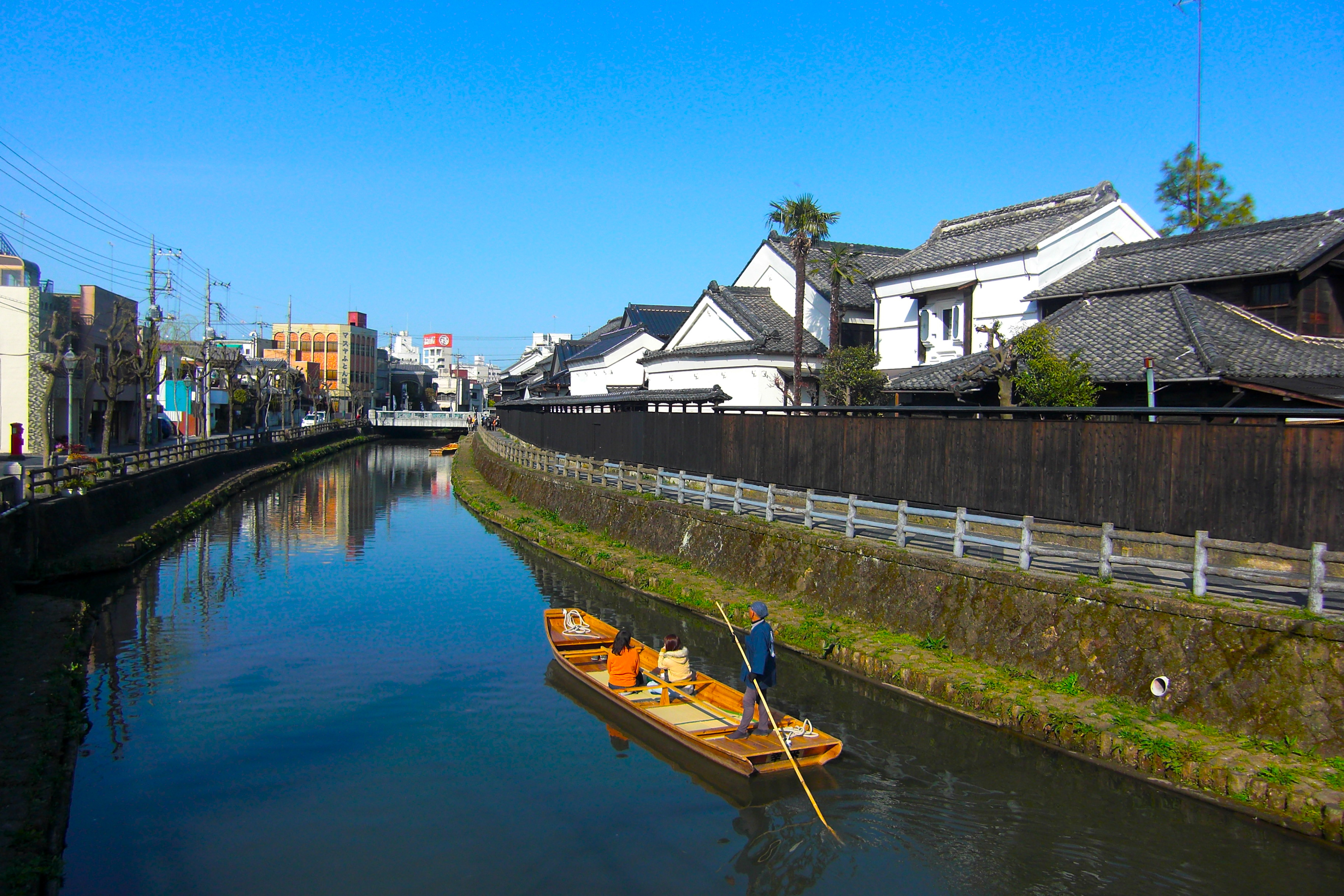
栃木宿
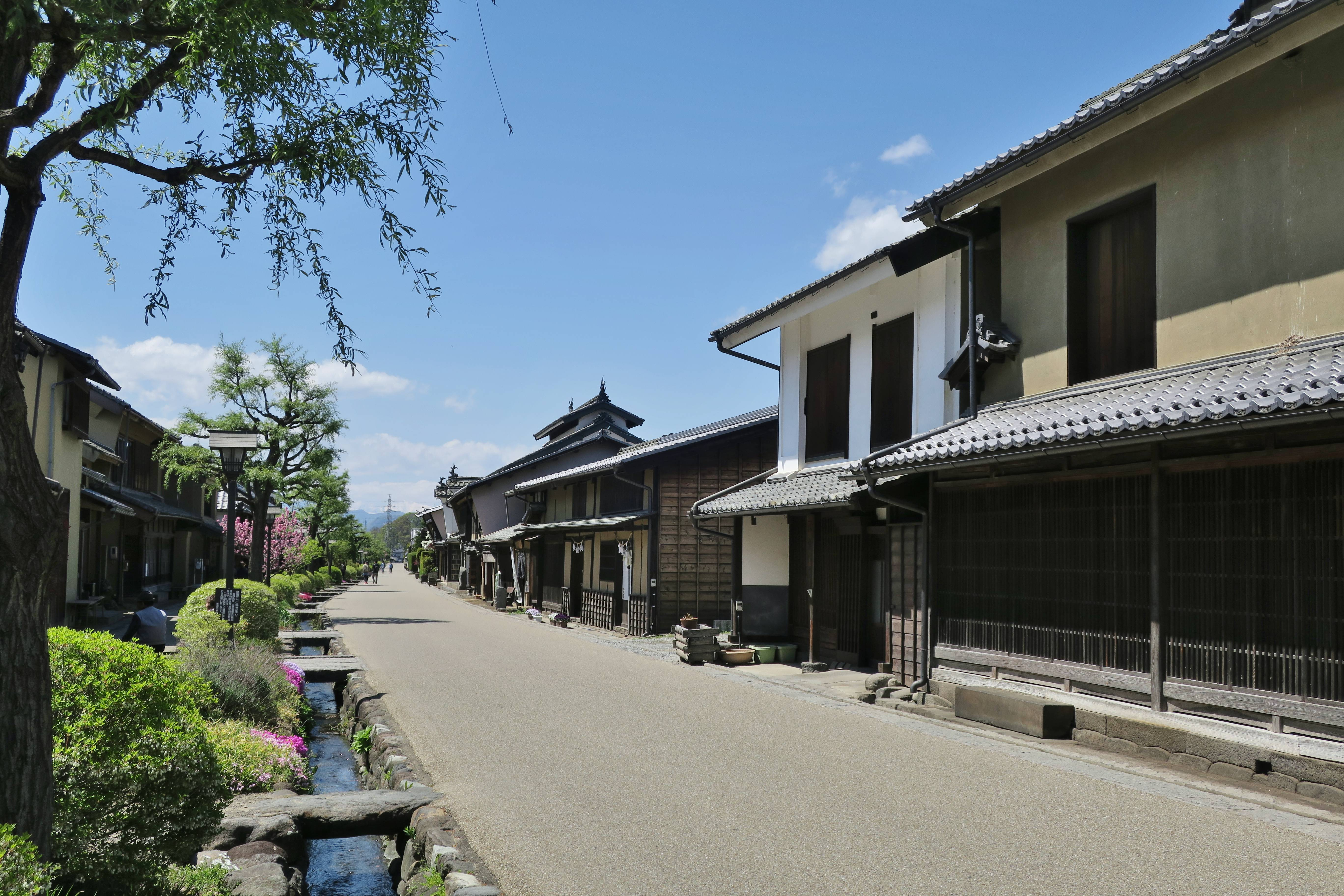
海野宿
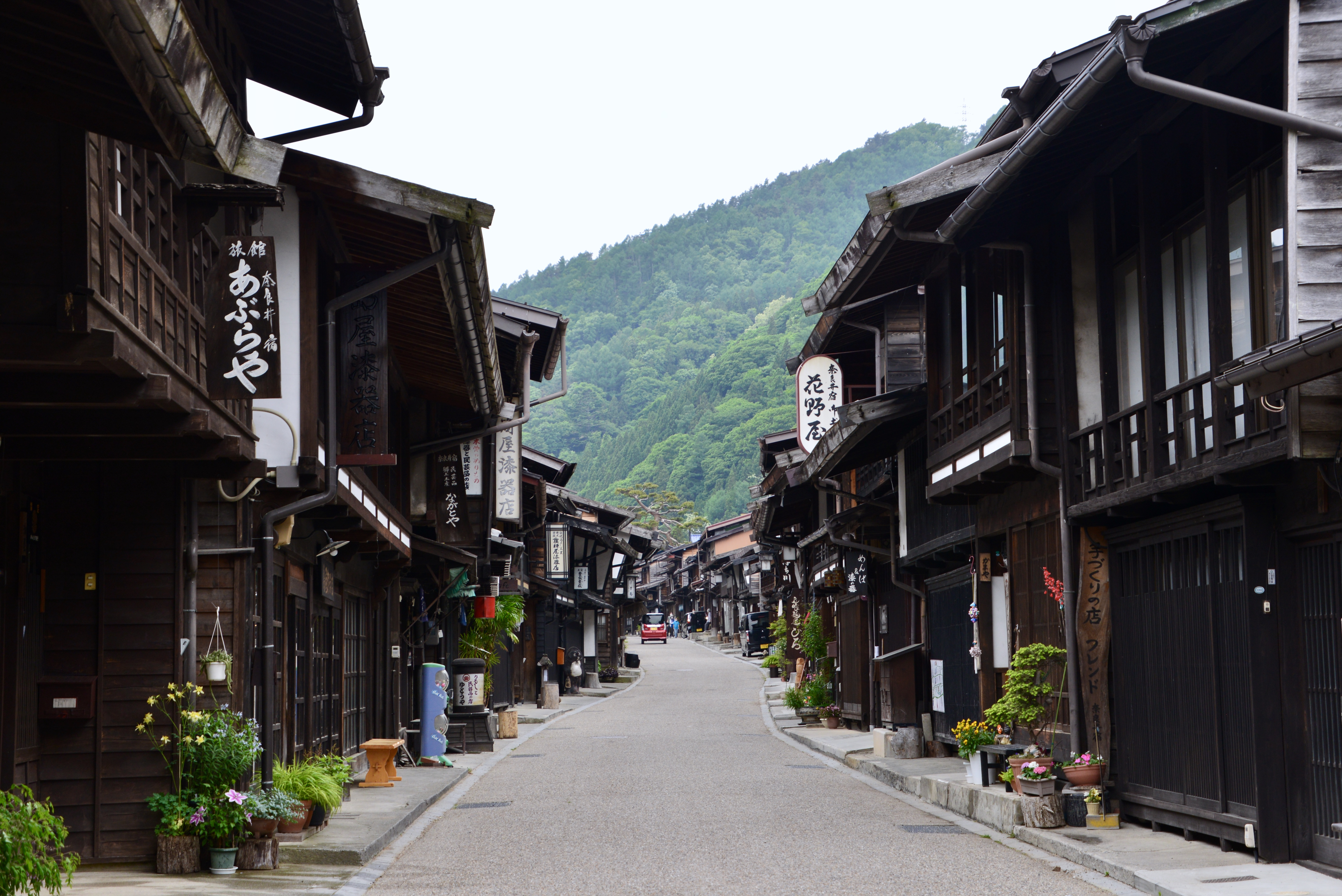
奈良井宿
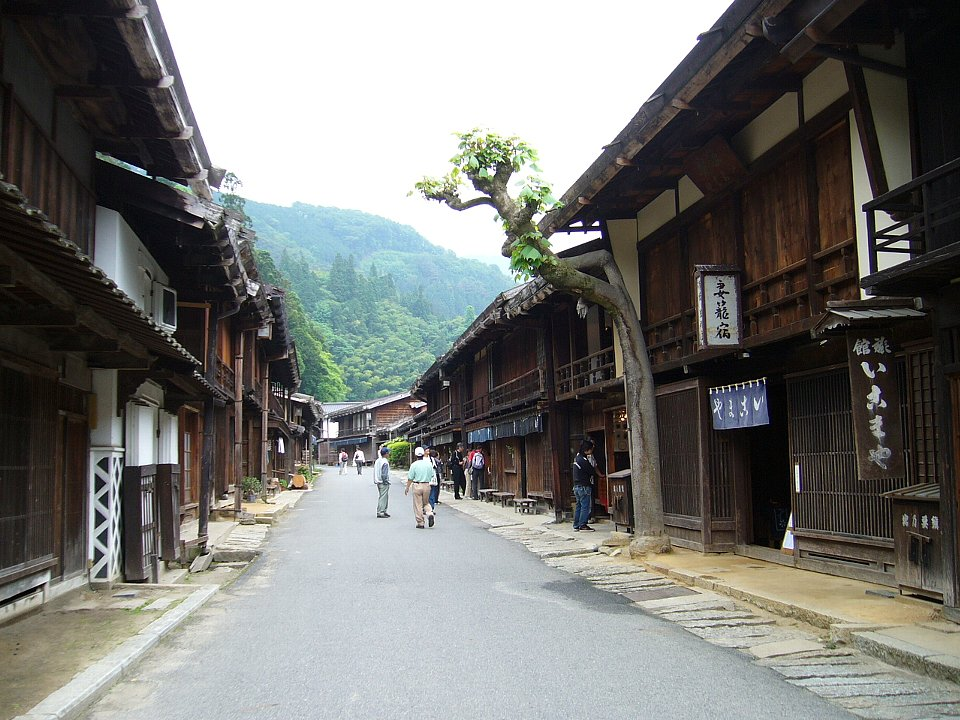
妻籠宿
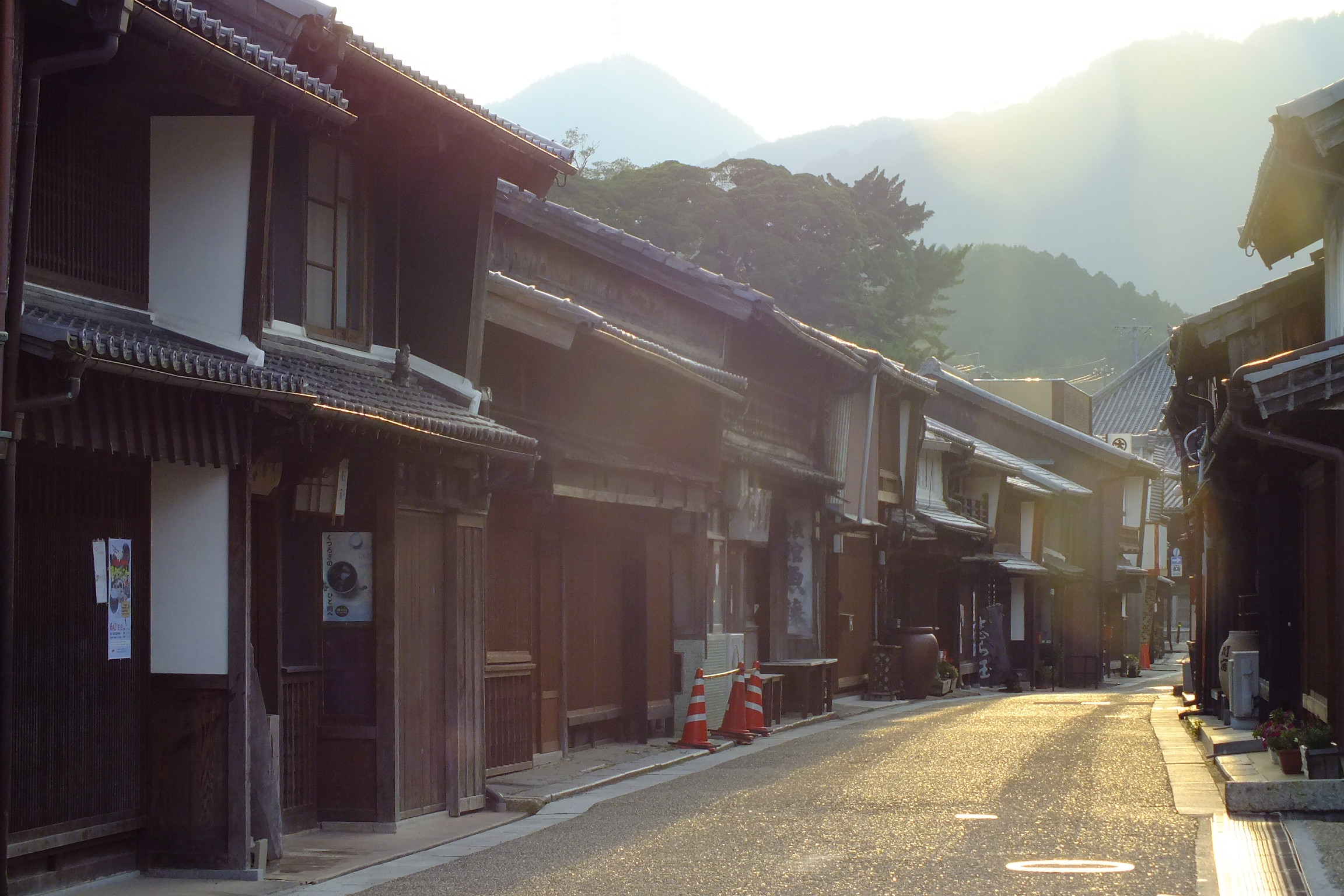
関宿
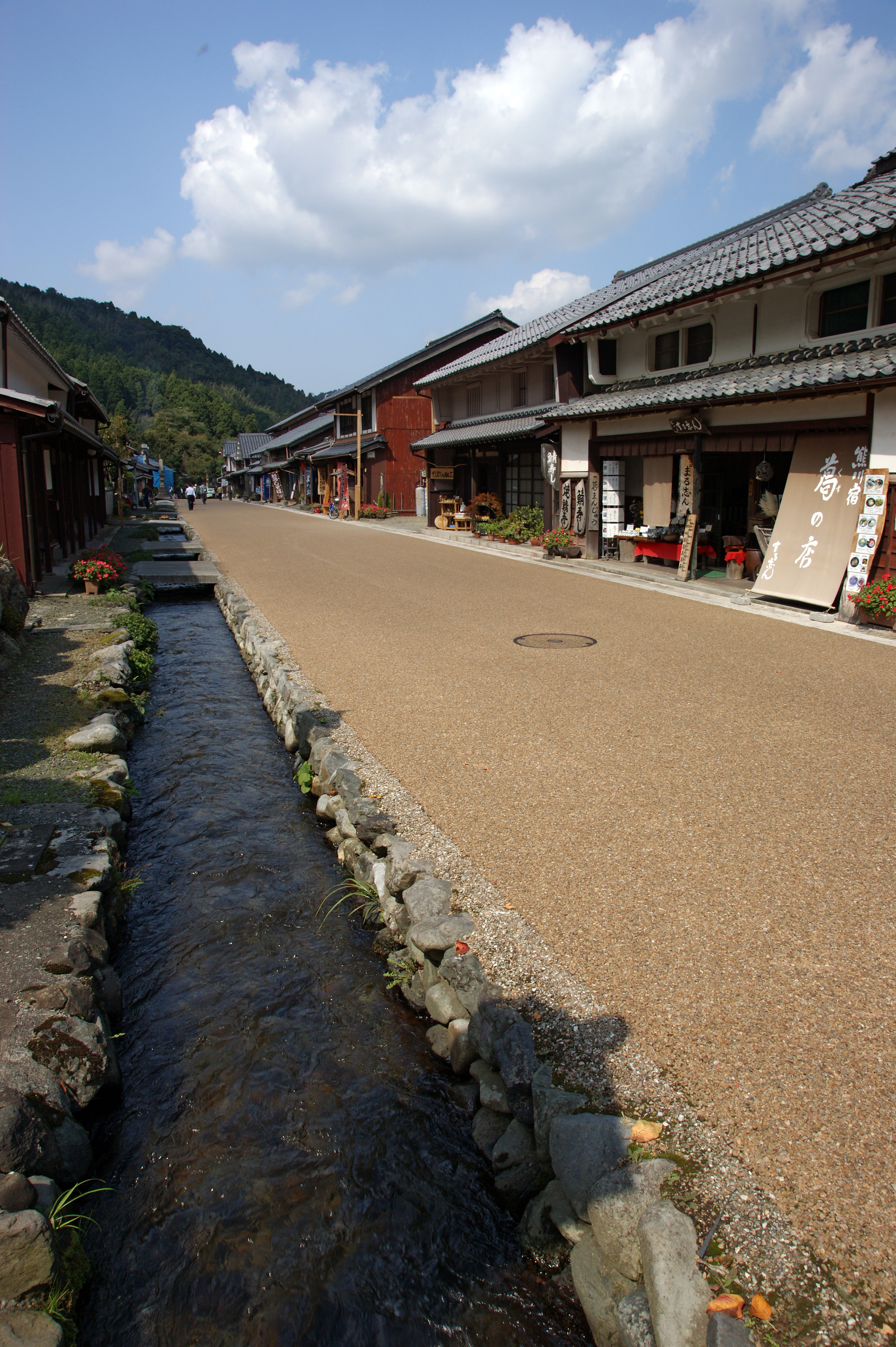
熊川宿
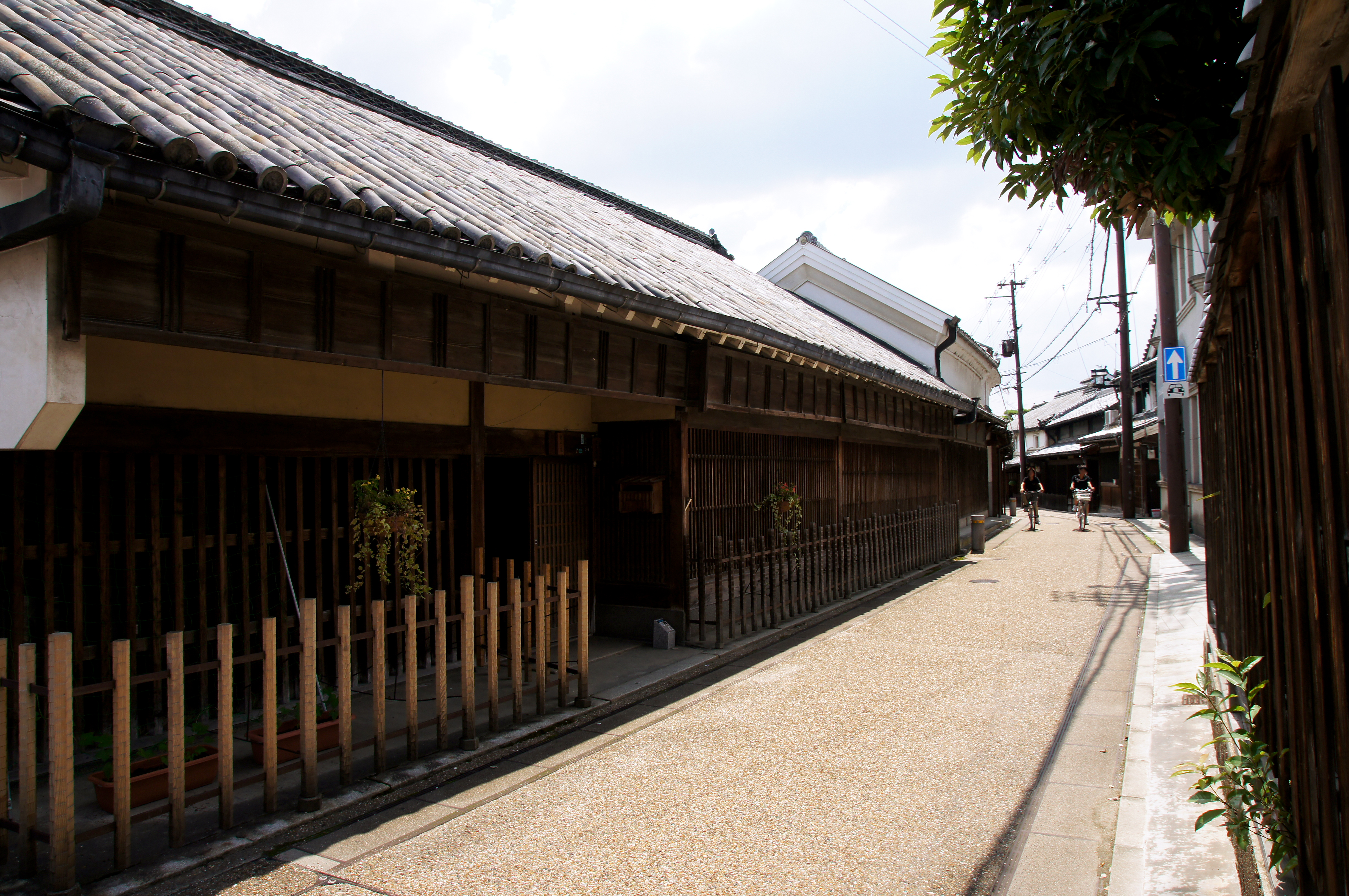
五條新町
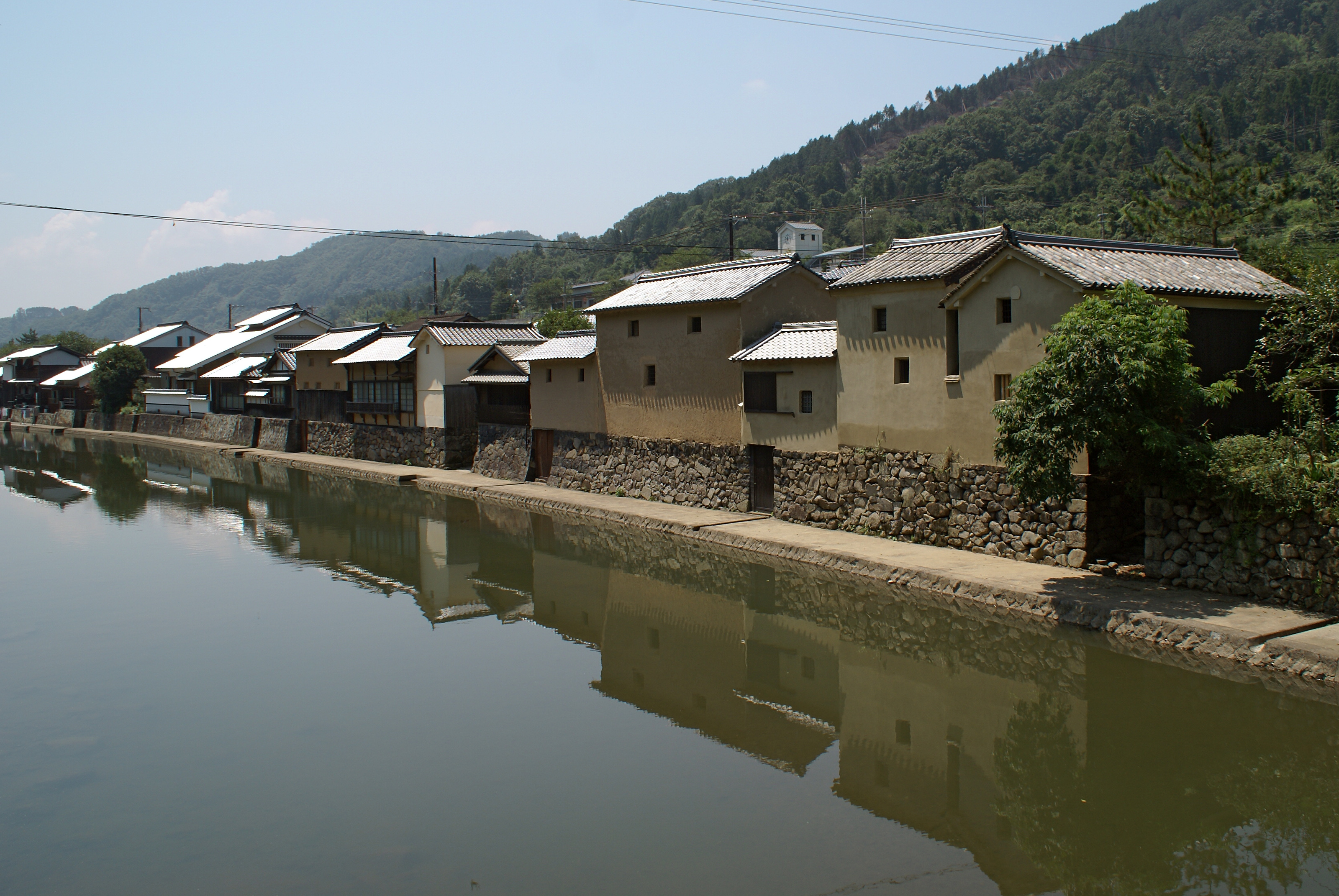
平福宿
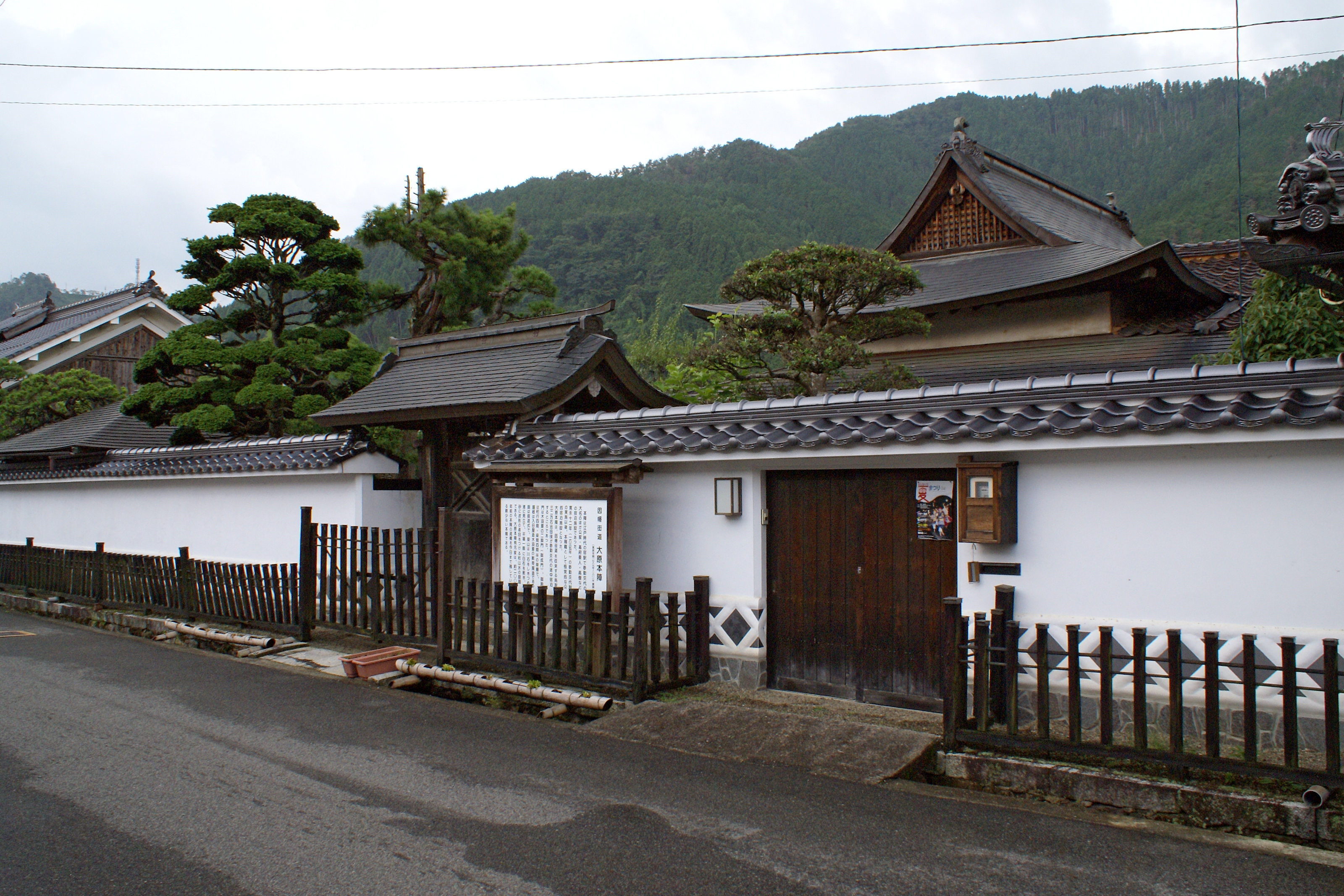
大原宿
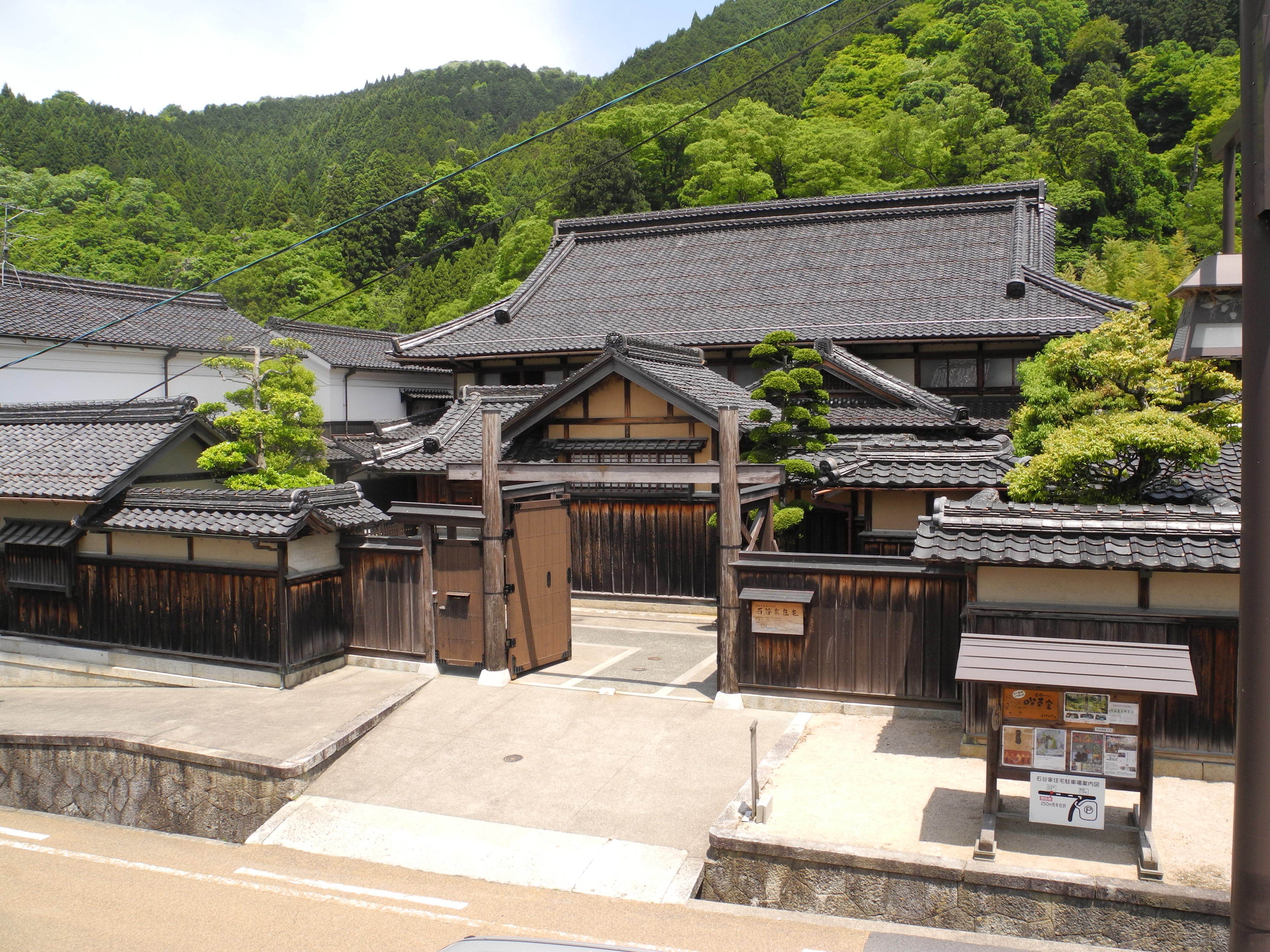
智頭宿
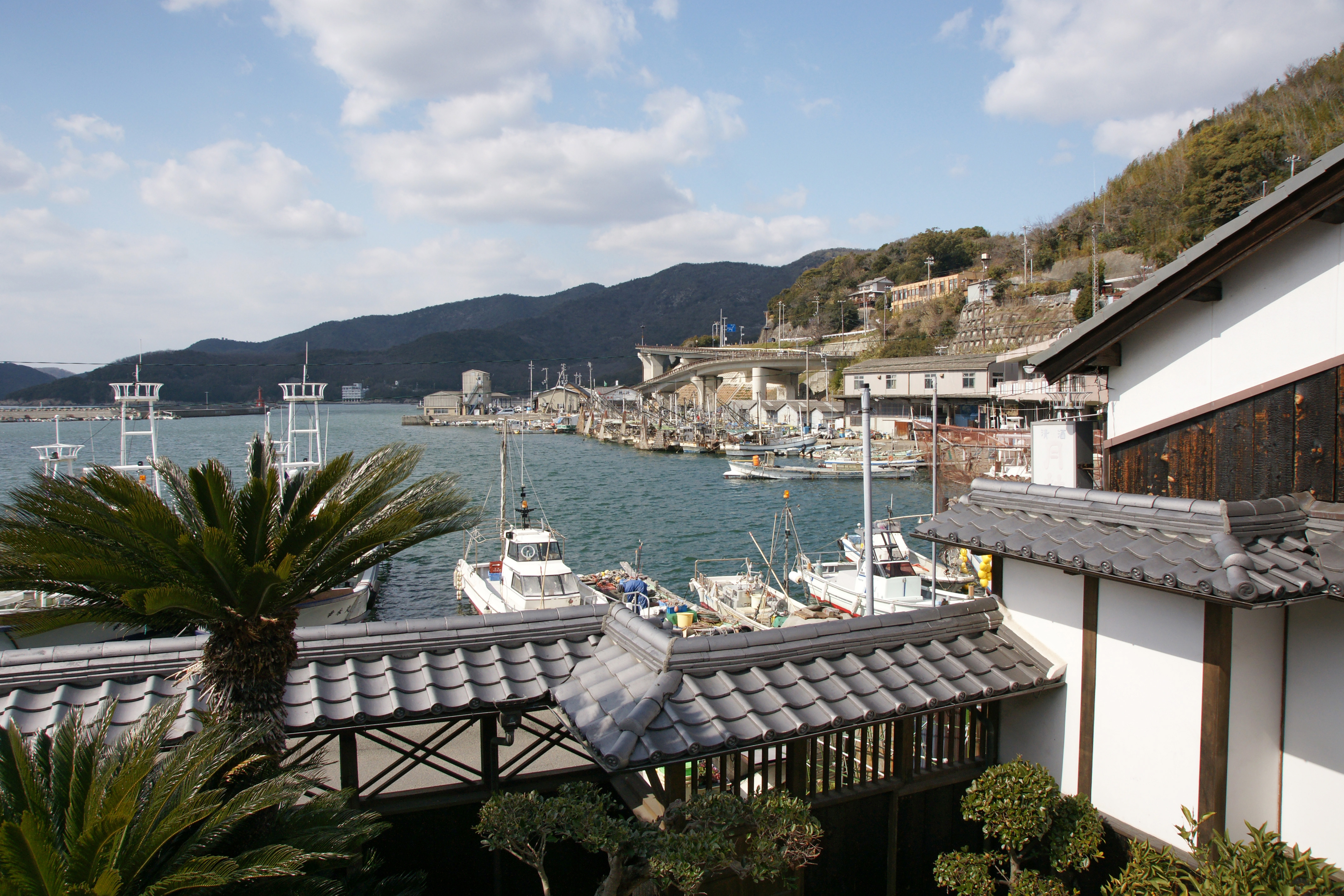
室津